# Grannobles
Noé Suárez Rojas, conocido por los alias de Germán Suárez Briceño o "Grannobles" (Cabrera, Cundinamarca, 15 de diciembre de 1953), es un miembro de las Disidencias de las FARC-EP, fue un guerrillero colombiano de las Fuerzas Armadas Revolucionarias de Colombia - Ejército del Pueblo (FARC-EP), miembro del Estado Mayor Conjunto y comandante del Frente 10 de las FARC-EP, también del Frente 30 de las FARC-EP y era hermano del comandante de las FARC-EP, Jorge Briceño Suárez "Mono Jojoy" (muerto en 2010). Grannobles es acusado por el gobierno colombiano de ser el autor intelectual del secuestro y muerte de tres indigenistas norteamericanos en zona limítrofe entre Colombia y Venezuela.

## Biografía
Suárez Rojas nació (según confirmó en 2010 la Registraduría Nacional del Estado Civil de Colombia) el 15 de diciembre de 1953 en Cabrera(Cundinamarca), pero su infancia residió principalmente en Pasca (Cundinamarca). Pidió su cédula de ciudadanía en julio de 1977, y en el registro de solicitud señaló que se dedicaba a la agricultura y que vivía en la vereda San Juan de Arama, en el Meta.

### Vinculación a las FARC-EP
En 1986, Suárez Rojas ingresó a la guerrilla de las FARC-EP como miliciano en área general del Sumapaz. En 1989 fue enviado al Frente 30 de las FARC-EP que operaba en el Valle del Cauca. Por ser hermano de alias 'Mono Jojoy' llegó a ser cabecilla de dicho frente, pero por malos manejos fue relevado en 1991 y sometido a un 'juicio revolucionario' dentro de las FARC-EP. Su hermano Mono Jojoy intercedió para que no fuera penalizado, y fue enviado como integrante del Estado Mayor del Frente 16 de las FARC-EP que operaba en Vichada, al oriente de Colombia.

#### Asesinato de 3 indigenistas norteamericanos
El 17 de febrero de 1999, Grannobles ordenó el asesinato de 3 indigenistas norteamericanos en el caserío El Chuscal, del municipio de Cubará (Boyacá).

### Presunta muerte
En un comunicado fechado el lunes 3 de septiembre de 2012 la fundación Nuevo Arcoíris dio a conocer que Grannobles habrá sido fusilado por las FARC-EP (por orden del Secretariado de esa organización) a inicios de 2012, ello tras la comisión de conductas punibles (desde el punto de vista guerrillero) por parte de éste. Prostitución, insubordinación, entre otros, fueron los argumentos que habrían llevado a la celebración de un nuevo juicio revolucionario en contra de él. Sin embargo solo sería desterrado por orden del Secretariado de las FARC-EP y se refugiaría en la frontera de Colombia y Venezuela. En 2015 fue tumbada su condena por la Masacre de Santodomingo en que murieron 9 militares y 17 civiles, siendo condenados oficiales de la Fuerza Aérea Colombiana.

### Reaparición como disidente
Grannobles no se acogió a los acuerdos de paz entre el gobierno colombiano y las FARC-EP, además de haber sobrevivido a la orden de fusilamiento de Alfonso Cano. En la actualidad pertenece a las Disidencias de las FARC-EP de la Segunda Marquetalia.